# Darker than Black
Darker than Black (яп. Darker than BLACK -黒の契約者- Да:ка: Дзан Буракку -Куро но Кэйякуся-, Темнее чёрного) — аниме режиссёра Тэнсая Окамуры с музыкой композитора Ёко Канно. После успеха сериала в журнале Asuka начала выходить одноимённая манга. В 2009 году сериал получил анимационное продолжение Darker Than Black: Ryuusei no Gemini, а в 2010 — 4-серийное OVA-продолжение, хронологически стоящее между первым и вторым сезонами.

## Сюжет
Недалёкое будущее, за десять лет до описываемых в первом сезоне сериала событий, на Земле появляются аномальные зоны, названные позже Вратами Рая (зона в Южной Америке) и Вратами Ада (зона в Японии). На их территории загадочным образом гибнут люди, растут неизвестные науке растения и появляются призраки. Правительства организуют эвакуацию, а сами зоны огораживают стеной. На базе ООН создаётся специализированный институт по изучению аномалии — Пандора. И всё бы хорошо, да влияние зоны распространилось далеко за её границы. Среди людей начали появляться контракторы (контрагенты) — люди, наделённые особыми возможностями, но лишённые эмоций и чувств. У каждого контрактора своя плата за предоставленную ему силу: кто-то обязан постоянно курить, кто-то — раскладывать определённым образом камешки. Возможности контракторов были по достоинству оценены и, вскоре, многие из них попали на работу в спецслужбы, якудзу или террористические организации. 

Главный герой сериала — Хэй. В составе небольшой группы работает на таинственную «Организацию». Выполняя задания, Хэй пытается выяснить, что произошло с ним, его товарищами и сестрой пять лет назад.

## Манга
Darker than Black
События манги «Darker than Black», выпущенной в 2007 году, связаны с девушкой Каной Сино (Kana Shinou). Гуляя с подругами, она встречает человека похожего на её отца, убитого более года назад. Кана начинает своё расследование и, вскоре, выходит на организацию под названием «Wiegenlied». В то же время, этой же организацией, интересуются Хэй и Мао. Когда агенты «Wiegenlied» пытаются похитить Кану, они берут её под свою защиту…
Darker than Black: Shikkoku no Hana
Новая манга «Darker than Black: Shikkoku no Hana», стартовала за несколько месяцев до премьеры второго сезона сериала. В отличие от первой серии манги, «Darker than Black: Shikkoku no Hana» издаётся не в сёдзё журнале «Monthly Asuka», а в рассчитанном на мужскую аудиторию «Young Gangan». Новая манга более продолжительна: манга «Darker than Black» — 9 глав, «Darker than Black: Shikkoku no Hana» — 33 главы. Автор манги — Юдзи Ивахара также работал над дизайном персонажей оригинального сериала.

## Персонажи
Примечание: у ряда персонажей, несмотря на применение японской версии иероглифа, используется китайское прочтение и значение. Например, значение имени персонажа Хэй действительно «чёрный», но используется японский иероглиф 黒 (куро), который читается как китайский 黑 (хэй).
Хэй (кит. 黒, пиньинь Hēi, палл. Хэй, чёрный) — представляется именем Ли Шэньшунь. Код звезды BK201. Также известен как Чёрный жнец. Способности — управление электричеством, изменение структуры вещества. Только в последней серии прямо указано, что он не является контрактором в привычном понимании, а лишь может использовать способности своей сестры, но достаточно грозен и без них, поэтому не имеет платы вовсе. Вооружён специальным ножом, привязанным на проволоку, который Хэй метает во врагов и бьёт их электричеством. Также носит белую маску и чёрный пуленепробиваемый плащ. Как предсказывает прорицательница из обсерватории астрономического отдела, Хэй — путеводная звезда, от жизни которой зависит дальнейшее будущее контракторов и людей. Либо он встанет на сторону контракторов и ценой своей жизни защитит японские врата, либо встанет на сторону людей и позволит уничтожить всех контракторов. Однако в развязке сериала Хэй использует силу сестры по изменению материи и выводит из строя ускоритель частиц, тем самым спасая жизнь и контракторов, и людей.
Сэйю: Хидэнобу Киути
Инь (кит. 銀, пиньинь Yín, палл. Инь, серебряный) — кукла-медиум из группы Хэя. Настоящее имя — Кирси. Её отец погиб в авиакатастрофе, а мать вскоре сбила машина. Имеет зачатки чувств и в конце первого сезона сериала спасает Хэя. В конце первого сезона выяснилось, что Инь полюбила Хэя. Во 2 сезоне представлена под именем Идзанами, могущественным существом, легко убивающим контракторов и представляющим для них главную опасность. Так, она убивает мать Норио и Сиона, стирая так же память Суо. Предполагалось, что при встрече Идзанами и Идзанаги Врата Ада откроются и борьба будет идти вечно. 
Сэйю: Мисато Фукуэн
Мао (кит. 猫, пиньинь Māo, палл. Мао, кот) — контрактор, обладающий способностью вселяться в животных. Настоящее тело потерял во время одной из операций «Организации» в России. Настоящее имя — Рикардо (становится известно в конце второго сезона). В первом сезоне использует тело кошки, во втором — тело белки-летяги. Чтобы компенсировать умственные способности кошки, подключён беспроводным интерфейсом к внешнему серверу, где сохраняет резервные копии сознания и воспоминаний.
Сэйю: Икуя Саваки
Хуан (кит. 黄, пиньинь Huáng, палл. Хуан, жёлтый) — настоящее имя — Киоси. В группе Хэя отвечает за контакт с «Организацией» и за взаимодействие членов группы. Бывший полицейский. Во время одного из расследований узнаёт правду о контракторах — его напарник был убит одной из них. Хуан уходит из полиции и вступает в ряды «Организации».
Сэйю: Масару Икэда
Пай (кит. 白, пиньинь Bái, палл. Пай, белый) — сестра Хэя. Известные умения: использование электричества, изменение материи и энергии. Плата — засыпает через некоторое время после использования силы. Одна из первых и сильных контракторов, участвовала в войне контракторов у южных врат в Латинской Америке организованной тайной организацией. В то же самое время узнаёт, что эта война была затеяна с целью уменьшить количество контракторов, и впоследствии уничтожения южных врат с помощью ускорителя создающего антиматерию. Она основала организацию ИПР и передала часть своих сил Хэю, впоследствии погибла, создав подобие чёрной дыры в южных вратах, для того чтобы их не смогла уничтожить организация. Настоящее имя — Цинь. (25-я серия первого сезона 14-15 минуты)
Сихоко — контрактор. Способна повреждать внутренние органы человека на расстоянии. Плата — на некоторое время к ней возвращаются человеческие чувства и она понимает, что натворила. Изначально работала на организацию, вовлекла туда Хуана. Позже является подставным лицом в секте. Совершает самоубийство с целью защитить Хуана от «Организации».
Мисаки Кирихара — лейтенант четвёртого отдела МИДа по обеспечению общественной безопасности. Дочь Наоясу Кирихары — главы безопасности государственной полиции. В конце 1 сезона, когда Хэй спасает её от управляющего, называет его по имени, тем самым раскрывая кто он есть. Ищет его на протяжении 1-го и 2-го сезонов.
Сэйю: Нана Мидзуки
Юсукэ Сайто — работает в четвёртом отделе МИДа по обеспечению общественной безопасности под руководством Мисаки Кирихары; влюблён в неё.
Сэйю: Томоюки Симура
Кунио Мацумото — работает в четвёртом отделе МИДа по обеспечению общественной безопасности под руководством Мисаки Кирихары.
Сэйю: Нобуаки Фукуда
Ютака Коно — работает в четвёртом отделе МИДа по обеспечению общественной безопасности под руководством Мисаки Кирихары.
Сэйю: Косукэ Ториуми
Ноябрь 11 — известен также как Джек Саймон, опытный контрактор, лучший агент английской разведки. Обладает способностью замораживать. Плата — курение. Погибает после предсказания Амбер о его смерти.
Сэйю: Кадзухико Иноуэ
Апрель — контрактор, работает на английскую разведку в группе с Июлем и Ноябрём 11. Способность — управление погодой. Плата — пить спиртное. Погибает в начале 2 сезона от рук Чёрного Жнеца.
Сэйю: Такако Хонда
Июль — кукла-медиум, работает на MI6 в группе с Ноябрём 11 и Апрелем, его среда — стекло. Во втором сезоне работает с Чёрным Жнецом и Суо. Погибает от рук Идзанами. Но после появляется в новом мире, созданном Сионом для Суо.
Сэйю: Киёми Асаи
Амбер — (кодовое имя в MI6 — Февраль) — Работала сначала на MI6, потом на «Организацию». Код звезды — UB001. Руководит «ИПР». Способность — манипуляции со временем. Плата — становится моложе. Любит Хэя и помогает воплотить его желания. Во время действий происходящих в конце сериала у японских врат, пытается уговорить Хэя создать подобие случившегося в Южной Америке и защитить врата. Когда он отказывается, Амбер использует осколок метеорита и переносит иллюзии всех ему знакомых людей, для того чтобы они смогли уговорить его принять сторону контракторов, однако, когда он выбирает свой путь — находиться между контракторами и людьми — она использует свои силы и погибает, перенеся Хэя на некоторое время назад, чтобы помочь ему осуществить задуманное.
Сэйю: Томоко Каваками
Хавок — регрессор, предположительно потеряла способности из-за экспериментов профессора Шредора. Ранее состояла в одной группе с Хэем и его сестрой. Способность — создание вакуума. Плата — пить кровь детей. До потери способностей считалась самым сильным и ужасным контрактором. Потеряв силы, вновь обретает чувства, и в течение пяти лет старается жить обычной жизнью. В конечном итоге, её характер изменяется настолько, что после встречи с Хэем она соглашается помочь ему вернуть сестру. Позже была убита Ноябрём 11.
Маю Оцука — отвечает за взаимодействие 4-го отдела МИДа и Астрономического отдела. Пишет рассказы и додзинси.
Сэйю: Юна Инамура
Ёсимицу Хорай — босс Мисаки Кирихары. В конце первого сезона арестован Мисаки Кирихарой за убийство первой степени.
Сэйю: Митихиро Икэмидзу
Кико — отаку, работает в детективном бюро Куросавы Гая. После знакомства с Инь становится её подругой. Увлекается косплеем и просмотром аниме.
Сэйю: Эмири Като
Мисудзу Ояма — хозяйка дома, в котором живёт Хэй.
Сэйю: Тика Сакамото
Тиаки Синода — бывшая сотрудница Института Пандора. Скрылась из него с секретной информацией. Сотрудничала с французской разведкой.
Сэйю: Мэгуми Тоёгути
Вэй — контрактор. Код звезды VI952. Телохранитель Алисы, дочери Ван Шаотана — главы японской банды Чэнь Лун Тан. Во время экстренного собрания убивает глав гонконгской мафии Чэнь Лун Тана, Алису и пытался убить Сайто и Мисаки. Во время сражения с Хэем получает сильный ожог левой части лица. Принятый за мёртвого, сбегает из морга. В кульминации сериала проводит Хэя, Мао и Инь по заброшенной ветке метро до границы аномальной зоны. Во время третьего сражения с Хэем погибает, взрывая себя, тем самым открывает проход во Врата Ада. Способности — взрыв материи, для чего использует жест руки (щелчок пальцами). В местах, залитых его кровью происходит взрыв, больше напоминающий телепортацию материи. Плата — проливать собственную кровь
Сэйю: Такэси Кусао
Маки — мальчик с разноцветными глазами, подчинённый Амбер. Очень любит Амбер и ревнует её к Хэю. Претендовал на пост её главного контрактора. Был убит во время схватки с Ноябрём 11. Способности — удаленные взрывы. Маки оставляет свои отпечатки рук, после чего характерным жестом (касание большим пальцем носа) воспроизводит взрывы. Плата — пить горячее молоко.
Амагири — напарник Маки. Способности — создаёт воздушные потоки около рук для атаки. Как правило атаки могут убить или нанести смертельные раны. Печётся об Амбер. Плата — есть варёные яйца.
Брита — член ИПР. Способна телепортироваться, а также телепортировать других людей, однако для этого ей нужно дотронуться до человека, которого она хочет переместить. При этом, перемещается лишь тело человека, предметы и одежда остаются. Плата за контракт — поцелуй.
Михаил Павличенко — отец Суо и Сиона. Занимался экспериментами по созданию точной копии человека. Погибает в конце второго сезона, однако появляется в новом мире, созданном Сионом.
Суо Павличенко — контрактор. Старшая сестра-близнец Сиона и часть эксперимента по созданию точной копии человека. Является одной из главных героев второго сезона. Могла в любой момент вызвать оружие, которое и было её силой контрактора. Плата — делать оригами. В конце второго сезона из-за Инь теряет память. После появляется в новом мире, созданного с помощью силы Сиона, где ведёт нормальный образ жизни.
Сион Павличенко — контрактор. Умение — создание копий, хоть и не в полной мере точных. Плата — не может ходить после использования способностей. Вместе со своим отцом профессором проводил эксперимент на Суо и наблюдал за копией сестры. Погибает в последней серии второго сезона после договора с Инь, даря Суо новый мир.
Ник — друг Суо. В начале второго сезона признаётся подруге Суо, Тане, в любви. Погибает в третьей серии 2-го сезона от рук Тани.
Таня — подруга Суо. В начале второго сезона выясняется, что её чувства к Нику взаимны. Но потом становится контрактором и убивает его. Её сила — управлять насекомыми. Плата — выдирать у себя клок волос. Убита Сионом Павличенко в восьмой серии 2 сезона.

## Мир
С появлением Врат небо над планетой было заменено фальшивкой — в этом мире больше не видно луны по ночам, а каждая звезда «отвечает» за определённого контрактора. Она загорается, когда контрактор проявляет свои способности, и падает, если тот умирает. Правительства скрывают существование контракторов от общественности, а память контактировавших с ними людей стирается с помощью технологии M.E. (одна из разработок, созданных учёными на базе материала, собранного во время изучения аномальных зон). Распознать контрактора какими-либо тестами невозможно, однако, когда он применяет свои способности, вокруг него появляется свечение, названное фотосинхротронным излучением лансельнопта.
Врата — аномальные зоны, позже огороженные стенами. В мире таких врат двое (Врата Рая в Южной Америке и Врата Ада в Японии), они являются разными сторонами одного и того же явления. От врат зависит жизнь контракторов: если врата будут уничтожены, все контракторы погибнут. При спасении южных врат в Латинской Америке пропала сестра Хэя.

### Виды контракторов
- Контракторы (яп. 契約者 Кэйякуся) — любой контрактор становится обладателем какой-либо сверхчеловеческой способности (левитация, управление огнём и т. д.), но за каждое её использование обязан платить индивидуальную плату (ломать себе пальцы, загибать страницы книг, расставлять камни, выпивать спиртное и т. д.). Можно наблюдать закономерность, в некоторых случаях, способность как-то связана с прошлым контракторов. (страхи/наваждения/переживания). А платой для каждого обладателя способностей является то, чего осознанно при своей прежней жизни (до того как стать контракторами) они бы делать не стали. Принято считать, что контракторы лишены чувств и руководствуются исключительно здравым смыслом и логикой, однако, это не совсем так. В середине 1 сезона во время миссии Хэй узнаёт, что контракторы отличаются от людей лишь способом мышления. Способность рационально мыслить — вот, что отличает их от людей. Однако во 2 сезоне Таня говорит, что, став контрактором, потеряла половину своих эмоций и поэтому не помнит, что чувствовала, когда ей признавались в любви. Как сказано в последней серии первого сезона, человек может стать контрактором под действием особых излучаемых частиц, которые меняют структуру вещества на квантовом уровне.
- Куклы (яп. ドール До:ру) — пассивные медиумы, получаемые из людей, которым впоследствии стирается память, кроме необходимой для работы. Практически лишены внешнего выражения эмоций. Могут использовать духов-наблюдателей, которые перемещаются по определённой среде. Среда Инь — вода, среда Янь — стекло, среда кукол Астрономического отдела — электропровода.
- Моратории (яп. モラトリアム, Мораториаму) — редкий вид контракторов с сильными сверхъестественными способностями, слабо поддающимися контролю. Как правило, проявляются, когда мораторий находится под влиянием сильных эмоций: страха, злобы и т. д. За использование способностей от моратория не требуется никакой платы. Через некоторое время мораторий обычно превращается в куклу, изредка — в обычного контрактора.
- Регрессоры (яп. 喪失者 Со:сицуся) — контракторы, утратившие свои способности. Это происходит очень редко; путь к утрате контрактором способностей неизвестен, контрактор может потерять свои способности подвергнувшись некому антиконтракторскому излучению. Не оплатив контракт, возможно, также теряют силы.

### Организации
Институт Пандора — исследовательский институт на базе ООН, созданный для изучения аномалии. В данном случае Пандора — англоязычная аббревиатура от Physicalquantity Alternation Natural Deconstruction Organized Research Agency. Определённая часть учёных института работает на «Организацию».
Организация (Комитет, Синдикат) — организация была создана после появления первых контракторов с целью уничтожения контракторов и спасения людей. Тем не менее, использует услуги самих контракторов, не подозревающих об истинной цели Организации. Включает в себя представителей спецслужб и государств разных стран.
ИПР (англ. Evening PrimRose) — организация контракторов, возглавляемая Амбер. Цели организации — не допустить уничтожения контракторов, раскрыть людям правду о них. Именно действия ИПР не позволили уничтожить Врата Рая и сделали их недоступной территорией.
Астрономический отдел — занимается анализом поведения звёзд (а значит, и соответствующих звезде контракторов). Сотрудничает с полицией. В распоряжении отдела есть отряд кукол-медиумов, пускающих духов по электропроводам для наблюдения за ситуацией в городе.
MI6 (МИ-6) — секретная разведывательная служба (англ. Secret Intelligence Service, SIS или англ. Military Intelligence, MI6) — государственный орган внешней разведки Великобритании. До принятия парламентом Intelligence Services Act в 1994 году не имела никакой правовой базы для своего существования и деятельности, а само её существование не подтверждалось правительством Соединённого Королевства.

## Тематические композиции

### Открывающие темы
- HOWLING исполнила группа Abingdon Boys School
- Kakusei Heroism ~The Hero Without A Name~ (覚醒ヒロイズム～THE HERO WITHOUT A «NAME»～) исполнили An Cafe

### Закрывающие темы
- Moonlight (яп. ツキアカリ) исполнила Rie fu
- Dreams исполнили High and Mighty COLOR[англ.]

## Тематические альбомы
DARKER THAN BLACK -Kuro no Keiyakusha- Gekihan
- Автор: Ёко Канно
- Каталожный номер: SVWC-7478
- Дата выхода: 25 июля 2007 года

HOWLING
- Артист: abingdon boys school
- Каталожный номер: ESCL-2943
- Дата выхода: 16 мая 2007 года

Kakusei Heroism ~THE HERO WITHOUT A «NAME»~
- Артист: An Cafe
- Каталожный номер: SMCL-127
- Дата выхода: 22 августа 2007 года

Tsukiakari [Moonlight]
- Артист: Rie fu
- Каталожный номер: QQCL-25
- Дата выхода: 23 мая 2007 года

Dreams
- Артист: High and Mighty Color
- Каталожный номер: SECL-518
- Дата выхода: 1 августа 2007 года